# Láska (album)
Láska je třetí studiové album Ondřeje Ládka aka Xindla X. Bylo natočeno ve studiu DC Sound v produkci Dalibora Cidlinského Jr. Vyšlo v roce 2012 u Universal Music.
Album obsahuje mj. singly „Zlato“, „Štědrý večer nastal“, „Dočasná svatá“ a „Casio“.

## Seznam skladeb
Není li uvedeno jinak, autorem hudby i textu je Ondřej Ládek.
1. Dočasná svatá (Dalibor Cidlinský Jr. / Ondřej Ládek)
2. Zlato
3. Pomeje
4. Hypermarket
5. Enyky benyky
6. Chodník slávy
7. Kluci na plakátě
8. Štědrý večer nastal (Martin Volák, Ondřej Ládek / Ondřej Ládek)
9. Ulity
10. Bílej kůň
11. Hele hele
12. Casio
13. Píseň Davidova
14. Cool v plotě
15. Štědrý večer nastal s Kazmou a Brunem (Martin Volák, Ondřej Ládek / Ondřej Ládek, Jiří Vlach, Kamil Bartošek)

## Obsazení
- Xindl X – zpěv (1–15), ukulele (8, 15), akustická kytara (13)
- Dalibor Cidlinský Jr. – piano, klávesy, banjo, synths, programming (1–12, 14, 15), akustická kytara (14)
- Jan Cidlinský – baskytara, housle, kontrabas (1–15), synths (7)
- Josef Štěpánek – elektrické, akustické a lap steel kytary, ukulele (1–12, 14, 15)
- David Landštof – bicí a perkuse (1–12, 14, 15)
- Darina Kompušová – zpěv (3)
- Karel Gott – zpěv (14)
- Kazma – zpěv (15)
- Bruno – zpěv (15)
- Pěvecký sbor Paprsek Mladá Boleslav – sbor (8, 12, 14, 15)